# Amblyodon
Amblyodon, rod mahovina iz porodice Meesiaceae. Raste po Sjevernoj Americi, Europi i Aziji, obično po  vapnenačkim močvarama i livadama. Jedina vrsta je A. dealbatus.
Ime roda dolazi od grčkog amblys – tup, i odū́s – zub, aludirajući na peristome.

## Vanjske poveznice
|  | Wikivrste imaju podatke o taksonu Amblyodon |